# Hurwitz-zèta-functie
In de algebraïsche meetkunde, een deelgebied van de wiskunde, is de Hurwitz-zèta-functie, genoemd naar Adolf Hurwitz, een van de vele zèta-functies. Het wordt formeel gedefinieerd voor complexe argumenten {\displaystyle s}  met {\displaystyle \mathrm {Re} (s)>1} en {\displaystyle q} met {\displaystyle \mathrm {Re} (q)>0} door
{\displaystyle \zeta (s,q)=\sum _{n=0}^{\infty }{\frac {1}{(q+n)^{s}}}}
Deze reeks is absoluut convergent voor de gegeven waarden van {\displaystyle s} en {\displaystyle q} en kan worden uitgebreid tot een meromorfe functie die is gedefinieerd voor alle {\displaystyle s\neq 1}. De riemann-zèta-functie is {\displaystyle \zeta (s,1)}.